# Салатенко, Семён Павлович
Семён Павлович Салатенко (укр. Семе́н Па́влович Салатенко; родился 26 марта 1983, Сумы, Украинская ССР, СССР) — украинский политический деятель, председатель Сумского областного совета в 2015—2016 годах. Участник войны на Донбассе и войны с Россией 2022 года.

## Биография
Семён Салатенко родился в городе Сумы. Он окончил в 2005 году Сумский педагогический университет имени Макаренко, в 2010 — Украинскую академию банковского дела. В 2010 году был избран депутатом Сумского областного совета, в 2015 году стал его председателем. В 2014—2015 годах участвовал в боевых действиях на Донбассе. В 2022 году, во время войны с Россией, возглавил роту в составе 56-й бригады.